# Siphonophora vera
Siphonophora vera är en mångfotingart som beskrevs av Chamberlin 1952. Siphonophora vera ingår i släktet Siphonophora och familjen Siphonophoridae. Inga underarter finns listade i Catalogue of Life.